# Luigi Ceccarelli
Luigi Ceccarelli (* 20. April 1953 in Rimini) ist ein italienischer Komponist und Musiker.

## Leben
Ceccarelli studierte am Konservatorium von Pesaro elektronische Musik und Komposition bei Walter Branchi, Guido Baggiani und Giuliano Zosi. Bereits während seines Studiums entstanden Kompositionen wie Composizione Due für fünf Kontrabässe und Posaune und die audiovisuelle Installation Il Contingente Cambia Colore. Als Mitarbeiter des Laboratorio Elettronico per la Musica Sperimentale (LEMS) des Konservatoriums unterstützte er gegen Ende seiner Studienzeit Komponisten wie Armando Gentilucci bei der Realisation elektroakustischer Werke.
Ende der 1970er Jahre arbeitete er in Rom in der Gruppe ALTRO, gruppo di lavoro intercodice (ab 1981 Alto Teatro) mit Achille Perilli und der Choreographin und Architektin Lucia Latour an multimedialen Projekten, bei denen Musik, bildende Kunst und Tanz verbunden wurden. Für die Gruppe schuf er u. a. den Soundtrack für die Show Abominable A im Palazzo delle Esposizioni und ab 1981 bis 1995 für Lucia Latour die Musik für die Musik- und Tanzshows Spatium Teca (1982), Frilli Troupe (1986), On y Tombe on n’y Tombe, (1989) Anihccam (1989) und Naturalmente Tua (1992).
In den 1980er Jahren gründete Ceccarelli das ElectraVox Ensemble, mit dem er bei Konzerten audiovisuelle Performances mit elektroakustischer Musik präsentierte und die LPs ElectraVox Ensemble I und ElectraVox Ensemble II mit eigenen und Kompositionen von Walter Branchi, Guido Baggiani und David Keberle aufnahm. Für den Rundfunk produzierte er in den 1990er Jahren u. a. La Guerra dei Dischi nach einem Text von Stefano Benni, I viaggi in Tasca nach einem Text von Valerio Magrelli und La Commedia della Vanità von Elias Canetti in der Regie und Adaption von Giorgio Pressburger.
Mit Alessandro Cipriani, Mauro Cardi und Fabio Cifariello Ciardi gründete Ceccarelli 1993 das Edison Studio. Hier schufen die vier Komponisten Soundtracks zu Filmen der Stummfilmzeit, die sie live außer in Italien auch in den USA, Frankreich, Russland, Deutschland, England und Singapur aufführten. Die Soundtracks zu Das Cabinet des Dr. Caligari, Inferno und Panzerkreuzer Potemkin erschienen auch auf CD.
1996 erhielt er den Preis für Liveperformance von elektroakustischer Musik des Institut International de Musique Electroacoustique di Bourges (IMEB). In den Studios des IMEB realisierte er das Stück De Zarb a Daf für Zarb, Daf und Samples dieser Instrumente, das er in mehreren europäischen Städten mit dem iranischen Perkussionisten Mahamad Ghavi Helm aufführte. 2001 komponierte er die Musik zu drei Choreographien bei der Biennale di Venezia. Dies führte zur Zusammenarbeit mit dem Choreographen Francesco Scavetta und die Kompagnie Wee aus Oslo. Für diese komponierte er die Musik zu den Tanzshows Live* (2001), Hey Dude (2008) und Strangely Enough (2010). Mit Alessandro Cipriani schuf er die Musik zu zwei Werken des südafrikanischen Choreographen Robin Orlin - With Astonishment I Note the Dog (2009) und Have you Hugged, Kissed and Respected your Brown Venus Today? (2011) - die bei der Biennale di Venezia produziert wurden.
Ab 2000 arbeitete Ceccarelli auf dem Gebiet der Musiktheaters für das Ravenna Festival. In Zusammenarbeit mit dem Regisseur Marco Martinelli und der Schauspielerin Ermanna Montanari entstanden die Produktionen L'isola di Alcina, concerto per corno e voce romagnola (2000), Ouverture Alcina (2009) und Lus (2015) nach Texten von Nevio Spadoni, La Mano (de Profundis Rock) (2008) und Maryam (2017) nach Texten von Luca Doninelli, Fedeli d’Amore (2018) nach einem Text von Marco Martinelli und Inferno e Purgatorio (2017 und 2019) nach Dante Alighieris Göttlicher Komödie. Mit der Regisseurin Elena Bucci entstanden zwischen 2002 und 2004 die Produktionen Galla Placidia und Francesca da Rimini und 2019 Nella Lingua e nella Spada. Ebenfalls im Rahmen des Ravenna Festivals schuf Ceccarelli in der Basilica di San Vitale die Installation In Die Resurrectionis (2001) und in der Biblioteca Classense mit den Fotografen Roberto Masotti und Silvia Lelli und Texten Mara Cantonis Bianco Nero Piano Forte.
2012–13 komponierte Ceccarelli mit Alessandro Cipriani die Musik zu Michel Comtes Film The Girl from Nagasaki (nach Madama Butterfly), der beim Sundance Film Festival 2014 präsentiert wurde. Ebenfalls mit Cipriani komponierte er die Musik zu Faust (2015) und Turandot (2018), die vom Emilia Romagna Teatro und der Peking-Oper mit chinesischen Operndarstellern und italienischen und chinesischen Musikern realisiert und in China, Italien und Deutschland aufgeführt wurden. Seit 2011 widmet sich Cecciarelli verstärkt der Liveimprovisation und trat in Improvisationskonzerten mit Musikern wie Daniele Roccato, Paolo Ravaglia, Michele Rabbia, Amid Drake, Ken Vandermark, Gianni Trovalusci, David Moss, Patrizio Fariselli, Antonio Caggiano, Mariasole De Pascali, Alireza Mortazavi, Sanjay Kansa Banik, Markus Stockhausen und Fabio Mina auf. Von 1980 bis 2014 unterrichtete Ceccarelli elektronische Musik am Konservatorium von Perugia, danach bis 2020 am Konservatorium von Latina.

## Filmografie (Auswahl)
- 1987: Cobra Force (Strike Commando)